# ملک خاتون (فیلم)
ملک خاتون فیلمی به کارگردانی حسن محمدزاده و نویسندگی شاهین یزدانی ساختهٔ سال ۱۳۶۹ است.

## بازیگران
- هما روستا
- جمشید مشایخی
- خسرو دستگیر
- مهرانه مهین‌ترابی
- فاطمه صادقی
- محبوبه مقبلی
- ابراهیم آبادی
- فرخ‌لقا هوشمند
- جمال ذوالقدر
- نادر افراشته
- فریبا سلطانی
- معصومه صادقی
- ابراهیم قره‌محمدلو
- محرم جعفرزاده
- رجب‌علی شیخ‌جو
- حسین احمدپور
- اسکندر علمی